# Sigurd Bødtker
Sigurd Bødtker, född 2 februari 1866 och död 6 mars 1928, var en norsk författare och teaterkritiker. Sigurd Bødtker var bror till kemisten Eyvind Bødtker.
Han var son till Fredrik Waldemar Bødtker (1824–1901) och Sofie Jenssen (1830–98). Fadern var läkare av släkten Bødtker.
Bødtker utövade ett mycket stort inflytande genom sina teaterartiklar i Kristianiapressen. Ett urval av dessa utgavs senare under titeln Kristianiapremierer gjennem 30 aar (2 band 1923-24).
Från 1896 var han fast teaterkritiker i Morgenbladet, senare i Verdens Gang og Tidens tegn. Han var den första skribenten i Norge som satsade på att vara teaterkritiker på heltid.